# Гриневич Антон Антонович
Антон Антонович Гриневич (3 травня 1877, хутір Іванівщина, Лепельський повіт (нині Полоцький район, Білорусь) - 8 грудня 1937)  — збирач білоруського музичного меласу (фольклору), видавець, педагог. 

## Біографія
Закінчив Дісненське міське училище. Колезький секретар у Санкт-Петербурзі, засновник «Видавництва Антона Гриневича» (1910). Учасник спільноти «Загляне сонце і в наше віконце». У 1910-1912 роках видав два томи книги «Білоруські пісні з нотами». Завідувач художньої підсекції Білнацкому (1918), Білоруського народного дому. 
У Вільнюсі з 1920 р.  Підтримував Білоруську драматичну майстерню.  Під час перебування у Вільнюсі був заарештований дефензивою, відбув рік ув'язнення у варшавській в'язниці.  Пізніше був звільнений з Віленської білоруської гімназії за неблагонадійність, знову піддавався слідству.  Втік до БРСР. 

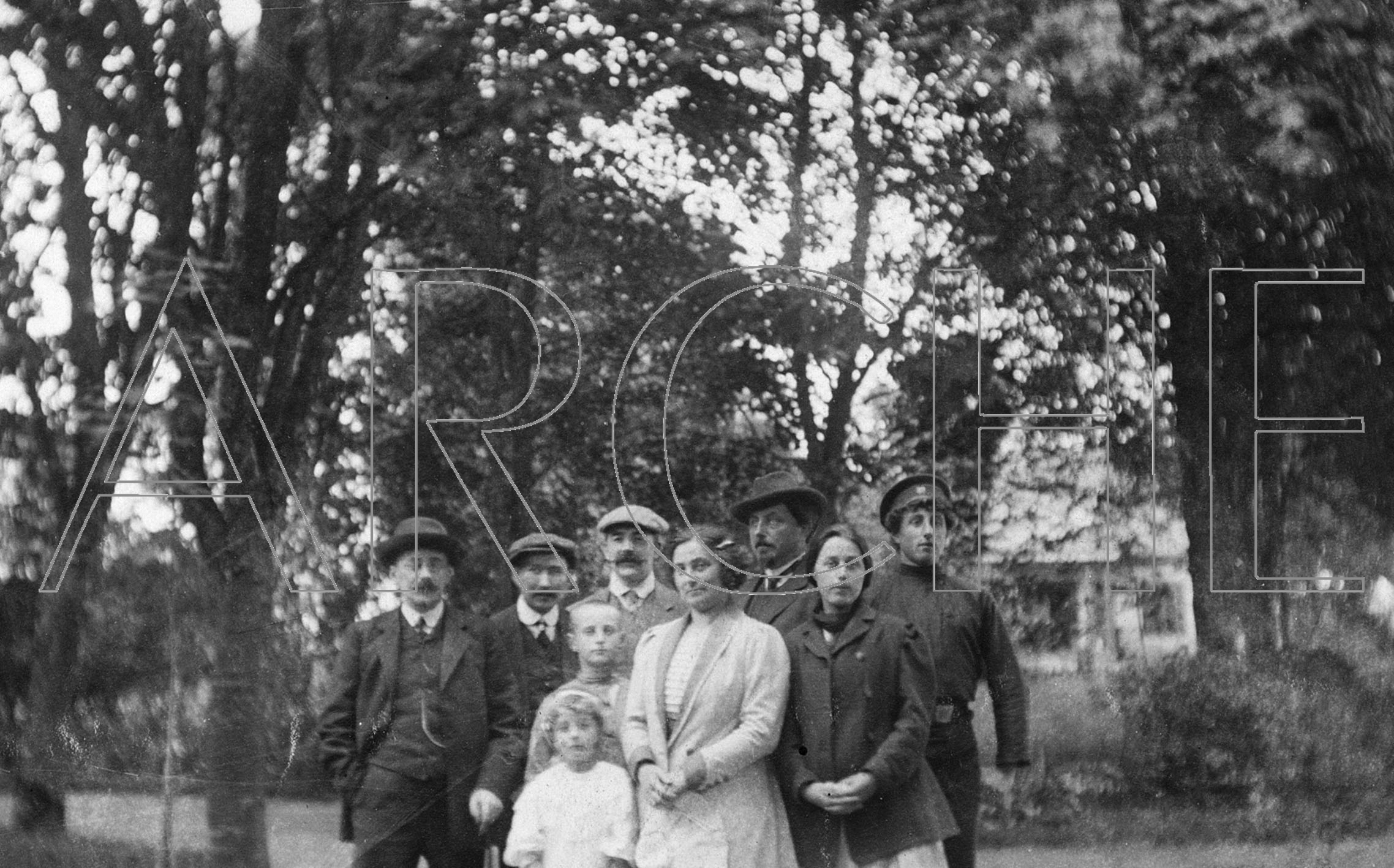
Співробітники редакції «Нашої Ниви» разом з сім'єю Менке під час подорожі околицями Вільнюса. Зліва направо стоять: Антон Гриневич, Іван Луцкевич, Леон і Ольга Менке, Олександр Власов, Менке-мати, Кароль Менке-батько, Юліана та Люцик (Алойз) Менке. Весна 1915 р. З фондів БДАМЛМ.

У Мінську з 1925. Секретар музичної підсекції Інбілкульта (1925 - 1928), потім в Академії наук БРСР (1929 - 1930).  Учасник етнографічних експедицій на Поліссі, в Полоцькому районі, в північних районах Білорусі. 
Член видавничого товариства «Загляне сонце і в наше віконце». Видав за свій рахунок збірник «Білоруські пісні з нотами» (1910), збірка «Білоруські народні пісні з нотами» (разом з А. Зязулею, 1912), збірки поезій Я. Купали «Гусляр», «Одвічна пісня», три збірки оповідань Я. Коласа, першу книгу В. Голубка «Оповідання», збірки новел Тавруса і Гвазда. 

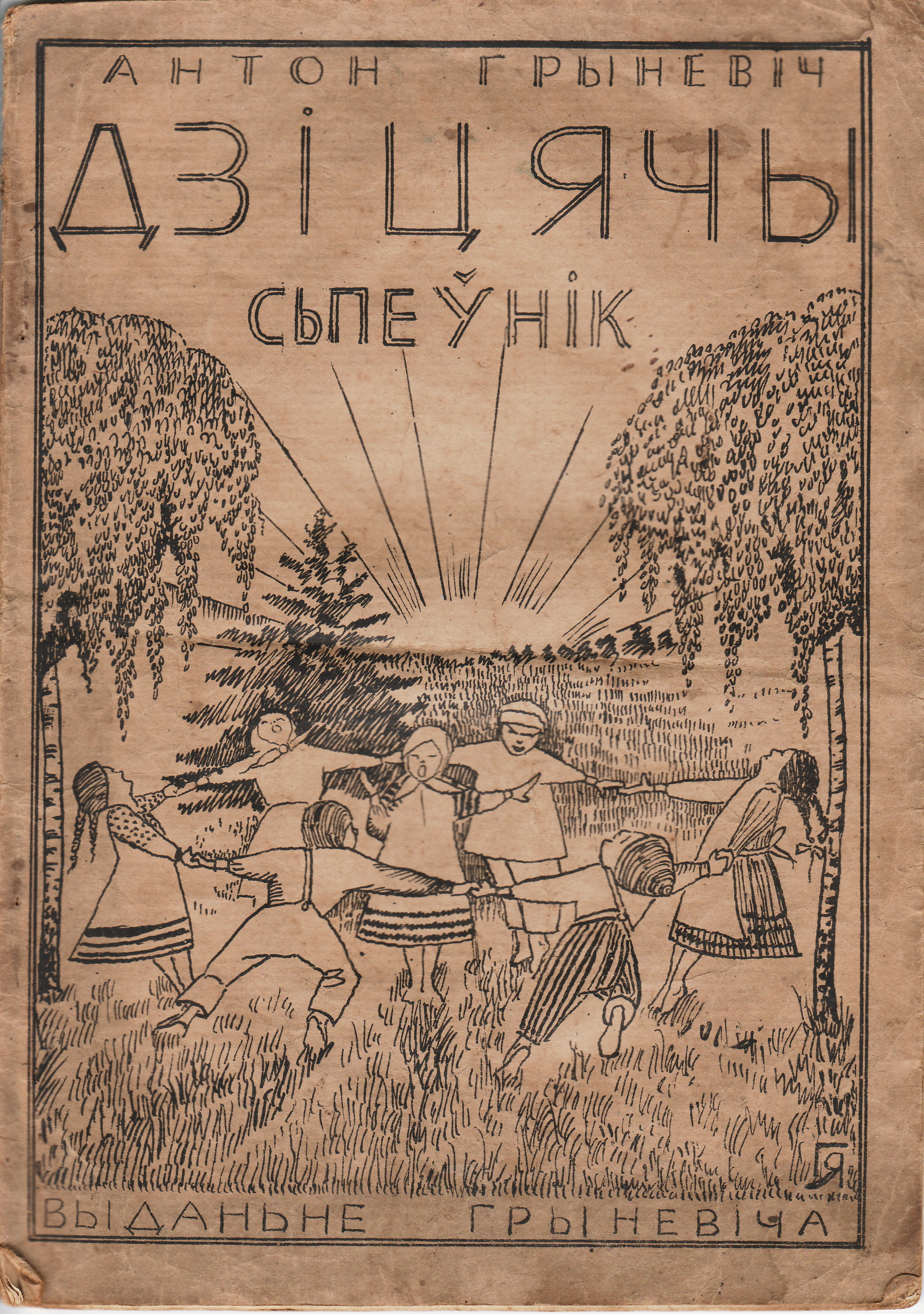
«Дитячий пісняр». Ілюстрації Йосипа Горида

У Вільнюсі видав «Народний пісенник» (1920), «Шкільний пісняр» (1920), «Наука співу» (1923), «Білоруський дитячий пісняр» (1925). У Вільнюсі готував «Концертний пісняр», «Одноголосні, двоголосні і хорові концертні пісні». Планував видання великого музично-етнографічного збірника білоруських пісень, записаних ним у 1906-1920 рр. З 1925 р.  жив у БРСР.  Підготував до друку збірники «Одноголосні, двоголосні і хорові концертні пісні», «Дитячі ігри», збірник фортепіанних творів революційного змісту на тексти білоруських письменників.  Збирав фольклор на Поліссі та в Подвінні. 
Автор статей у білоруській періодичній пресі. У журналі «Наш край» опублікував статтю «Програма-інструкція для збирачів білоруської музично-етнографічної творчості» (1925). 
Заарештований у 1933 р., помер у таборі. 
В архівах Білорусі та Вільнюса зберігається до 1000 записів білоруського меласу, зібраних Гриневичем.

## Оцінки
Фольклористичну і музично-пропагандистську діяльність Гриневича високо оцінили З. Бядуля, композитор і знавець білоруського меласу М. Анцов.